# Desmeocraera virescens
Desmeocraera virescens är en fjärilsart som beskrevs av Sergius G. Kiriakoff 1958. Desmeocraera virescens ingår i släktet Desmeocraera och familjen tandspinnare. Inga underarter finns listade i Catalogue of Life.